# Caryota

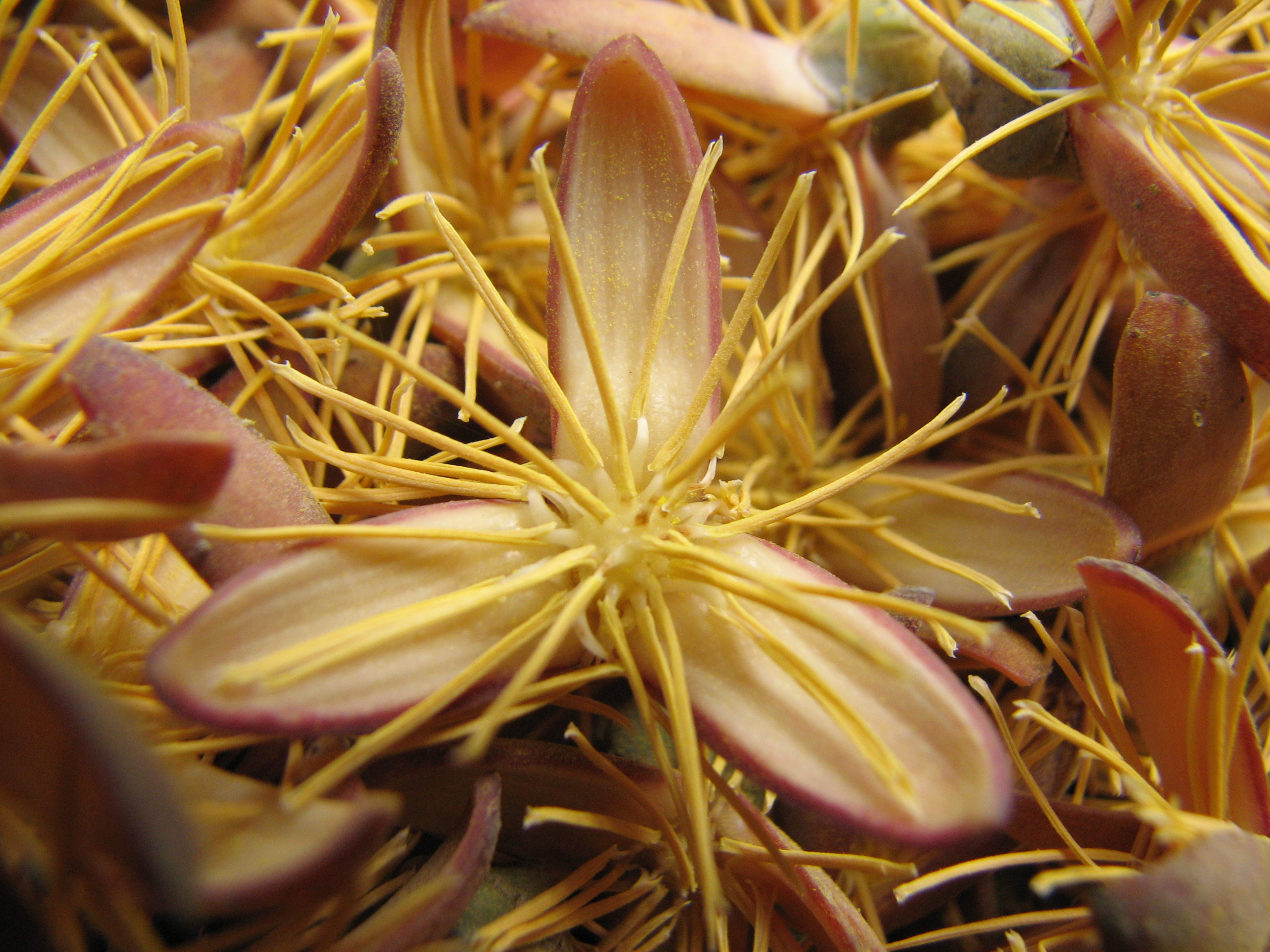
Detalle de la flor.

Caryota L. es un género con trece especies perteneciente a la familia de las palmeras (Arecaceae). Es el único género de la familia que tiene verdaderas hojas bipinnadas, otros géneros tienen hojas "algo" bipinnadas, Dictyocaryum, Iriartea, Socratea, Wettinia, Normanbya, y Wodyetia, pero no son tan obvias o comunes como en Caryota. 
Algunas especies tienen la peculiaridad de ser monocárpicas.[cita requerida]

## Descripción
Son palmas solitarias, que alcanzan un tamaño de 6–12 m de alto y 60 cm de diámetro, inermes; tallos robustos, blanquecinos; plantas monoicas. Hojas 7–15, 3–5 m de largo, bipinnadas; pínnulas numerosas, en forma de cola de pescado, hasta 15 cm de largo y 8 cm de ancho, dispuestas en forma regular a lo largo del raquis secundario, con varios nervios principales que surgen de la base, margen superior premorso, raquis 3–4 m de largo; vaina y pecíolo ca 1.5 m de largo, cubiertos por un denso indumento y escamas de color café, vaina desintegrándose en fibras gruesas y negras. Inflorescencias interfoliares o intrafoliares, 300–400 cm de largo, brácteas pedunculares  8, conspicuas, grandes, envolviendo a la inflorescencia cuando en yema, tubulares y partiéndose irregularmente, densamente tomentosas o escamosas, ramas más de 50, colgantes, 200–250 cm de largo, bisexuales; porción distal de las raquillas con tríades protandras, arregladas en espiral; flores estaminadas más o menos alargadas, sépalos más o menos libres, pétalos valvados, connados en la base, estambres 6–100; flores pistiladas globosas, sépalos imbricados, pétalos connados 1/3–1/2 en un tubo basal, estaminodios 0–6. Frutos redondeados, 1.2–1.5 mm de diámetro, residuo estigmático apical, epicarpo liso, mesocarpo carnoso lleno de cristales aguijonosos, endocarpo no diferenciado, rojizo-morados al madurar; semillas 1–2, endosperma ruminado, eofilo bífido con segmentos premorsos.

## Distribución y hábitat
Es originaria de Asia y de Islas australianas, India, China, Filipinas, Malasia, y otros lugares del sureste de Asia. Una de las especies más ampliamente conocidas es Caryota urens, que se utiliza para hacer vino de palma. Caryota mitis es una especie invasora introducida en los EE. UU. en el estado de Florida. También son uno de los pocos Arecaceae con follaje bipinnado. Muchos crecen en las zonas montañosas y están adaptadas a los climas cálidos del Mediterráneo, así como climas subtropicales y los tropicales.

## Taxonomía
El género fue descrito por Carlos Linneo y publicado en Species Plantarum 2: 1189. 1753.
Etimología
Caryota: nombre genérico que deriva de la palabra griega: karyon que significa nuez.

## Especies
- Caryota bacsonensis Magalon (1930).
- Caryota cumingii Lodd. ex Mart.
- Caryota maxima Blume in C.F.P.von Martius (1838).
- Caryota mitis Lour. (1790).
- Caryota monostachya Becc. (1910).
- Caryota no Becc. (1871).
- Caryota obtusa Griff. (1845).
- Caryota ochlandra Hance (1879).
- Caryota ophiopellis Dowe (1996).
- Caryota rumphiana Mart. (1838).
- Caryota sympetala Gagnep.(1937).
- Caryota urens L. (1753).
- Caryota zebrina Hambali & al. (2000).